# Мортен Крог
Мортен Крог (дан. Morten Krogh, нар. 19 березня 1988, Сількеборг) — данський футбольний арбітр. Арбітр ФІФА з 2019 року.

## Кар'єра
Крог став судити ігри в Суперлізі з сезону 2016/17. Його першою грою у вищому дивізіоні Данії став матч між «Віборгом» і «Есб'єргом» у липні 2016 року. Найвизначнішим моментом його національної кар'єри на сьогоднішній день було суддівство фіналу Кубка Данії 2021 року, у якому «Рандерс» виграв з рахунком 4:0 у «Сеннер'юска». В результаті угоди про обмін між данською та кіпрською футбольними асоціаціями Крог також судив матчі чемпіонату Кіпру.
На початку 2019 року Крог був доданий до списку арбітрів ФІФА, отримавши право обслуговувати міжнародні матчі. Його дебютом на цьому рівні став відбірковий матч до чемпіонату Європи між юнацькими збірними U-17 Бельгії та Боснії і Герцеговини в березні того ж року.
Втім йому довелося чекати майже три роки, до червня 2022 року, коли нарешті відсудив гру національних збірних, дебютувавши в Лізі націй УЄФА грою між Грузією та Гібралтаром (4:0). Того ж літа він також судив на юнацькому чемпіонаті Європи U-19 у Словаччині, а наступного року судив матчі молодіжного чемпіонату Європи U-21 у 2023 році.